# Leidse Rugbyclub DIOK

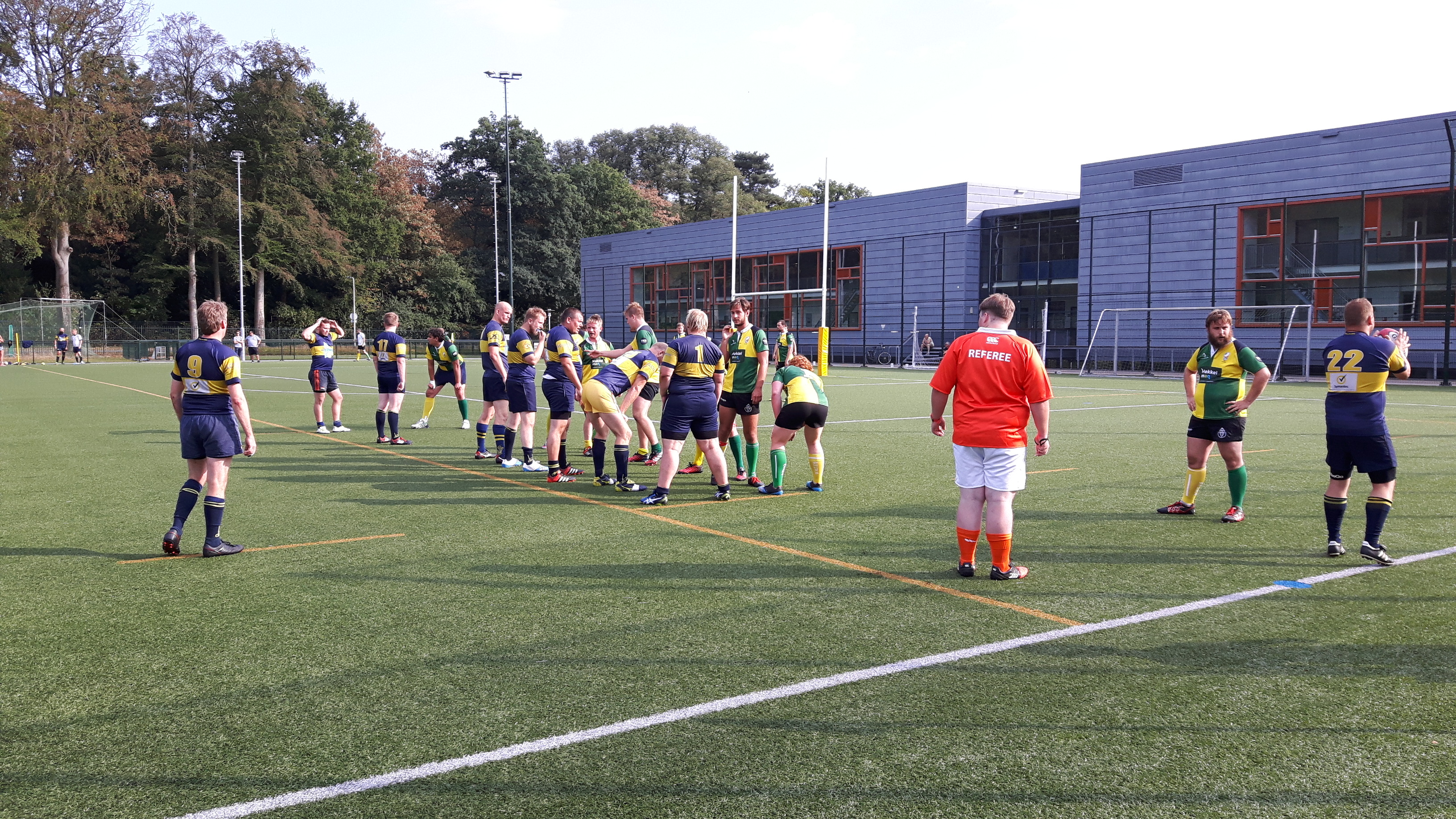
Wedstrijd tussen RC DIOK (links, donkerblauw) en NSRV Obelix (rechts, groen) op het Radboud Sportcentrum te Nijmegen

RC DIOK Leiden is een rugbyclub uit de Nederlandse stad Leiden.
DIOK, een afkorting van Doorzetten Is Onze Kracht, werd opgericht op 28 maart 1971 met hulp van het Leidsch Studenten Rugby Gezelschap (LSRG). Sinds 1981 heeft DIOK ook een damesafdeling. Het eerste herenteam komt sinds het seizoen 1975-1976 onafgebroken uit in de hoogste klasse van het Nederlandse rugby, de Ereklasse. Het damesteam speelt in 2022 een niveau lager in de eerste klasse.
De succesvolste periode van DIOK speelde zich af in de periode tussen midden jaren tachtig en eind jaren negentig. Van 1989 tot 1999 werd DIOK tien seizoenen achtereen landskampioen op het hoogste niveau. Dit leverde de club een vermelding in het Guinness Book of Records op. In 2019 werd het herenteam wederom kampioen van Nederland. Ook in het eerste seizoen sinds de uitbraak van COVID-19 (2022) werd DIOK kampioen. 
In de loop van zijn bestaan heeft DIOK een groot aantal mannelijke, vrouwelijke en jeugdinternationals opgeleverd, waaronder Yves Kummer, bekend als rugbyanalist van NOS Studio Sport.
Anno 2022 heeft DIOK vier herenteams, een damesteam, en jeugdteams in alle leeftijdscategorieën.

## Erelijst
- Kampioen van Nederland bij de mannen (12): 1981, 1989, 1990, 1991, 1992, 1993, 1994, 1995, 1996, 1997, 1998, 2019 en 2022

- Kampioen van Nederland bij de vrouwen (1): 2001

- Kampioen van Nederland Sevens (mannen)(1): 1993, 1995, 2008 en 2015

- Amsterdam Sevens toernooi (mannen)(1): 1993

- Nederlands kampioen strandrugby (vrouwen) (2): 2004, 2007